# Salamandrina
Salamandrina é um género de salamandra da família Salamandridae.

## Espécies
Contém duas espécies descritas:
- Salamandrina terdigitata (Lacépède, 1788)
- Salamandrina perspicillata Savi, 1821